# Kabinett Erbakan
Das Kabinett Erbakan war die 54. Regierung der Türkei, die vom 28. Juni 1996 bis zum 18. Juni 1997 durch Ministerpräsident Necmettin Erbakan geleitet wurde.
Nachdem sich die CHP unter Deniz Baykal aus der Koalitionsregierung mit der Doğru Yol Partisi DYP von Tansu Çiller zurückgezogen hatte, kam es zu einer Übergangsregierung und Neuwahlen. Die Wahl vom 24. Dezember 1995 gewann die islamische Refah Partisi (RP) von Necmettin Erbakan mit 21,4 % der Stimmen. Çillers DYP wurde hinter der Anavatan Partisi (ANAP) nur drittstärkste Kraft.
Wahlgewinner war die islamistische RP mit 21,4 % der Stimmen. Allerdings wollte keine der anderen Parteien mit der RP koalieren. Zweitstärkste Kraft war die DYP von Çiller, die zwar nur 19,36 % der Stimmen bekommen hatte, allerdings aufgrund des Wahlrechts mehr Sitze im Parlament vorweisen konnte als die drittstärkste Partei, die Anavatan Partisi (ANAP) mit 19,65 %. ANAP und DYP nahmen Koalitionsgespräche auf, konnte sich jedoch nicht auf eine gemeinsame Regierung einigen, sodass die ANAP mit der RP Verhandlungen aufnahmen musste, die zuvor von allen anderen Parteien als verfassungsfeindlich gebrandmarkt worden war.
Erst nach einem Besuch des Generalstabschefs bei Tansu Ciller einigten sich DYP und ANAP drei Monate nach der Wahl auf die Bildung einer Minderheitskoalition, die von der Demokratik Sol Parti (DSP) und der Cumhuriyet Halk Partisi (CHP) toleriert wurde. Bereits Ende Mai 1996 kündigte Çiller die Koalition allerdings nach Streitigkeiten um ihre angebliche Beteiligung an Unregelmäßigkeiten während Privatisierungsverkäufen ihrer Vorgängerregierung auf. Um einem von der RP beantragten Misstrauensvotum zuvorzukommen, trat Yılmaz am 6. Juni zurück. Anschließend beauftragte der Staatspräsident erneut Erbakan als Vorsitzenden der stärksten Fraktion mit der Regierungsbildung, dem es diesmal gelang, eine Koalition mit der DYP zu bilden.
Doch die Militärführung akzeptierte die islamistisch geführte Regierung nicht. Das Militär intervenierte und beschloss am 28. Februar 1997 umfassende Maßnahmen zur Zurückdrängung des religiösen Einflusses auf den Staat. Im Mai leitete die Staatsanwaltschaft ein Verbotsverfahren gegen die RP ein, weil diese mit der Instrumentalisierung des Islams zu politischen Zwecken gegen die Verfassung verstoßen habe. Am 18. Juni 1997 trat Erbakan zurück.
Obwohl DYP, RP und die Büyük Birlik Partisi (BBP) sich zur Bildung einer neuen Regierung unter der Führung von Tansu Çiller bereiterklärten, beauftragte Präsident Demirel den Vorsitzenden der Mutterlandspartei (ANAP), Mesut Yılmaz mit der Bildung einer neuen Regierung. Yılmaz schloss am 30. Juni 1997 eine neue Koalitionsregierung mit der Demokratik Sol Parti (DSP) unter Bülent Ecevit und der Demokrat Türkiye Partisi (DTP) unter Hüsamettin Cindoruk, die sich nach der Militärintervention von der DYP abgespalten hatte. Die RP wurde vom Verfassungsgericht im Januar 1998 aufgelöst und Erbakan für fünf Jahre von der Politik ausgeschlossen.

## Minister
| Titel                                                     | Name                            | Partei | Amtszeit                                                          |
| --------------------------------------------------------- | ------------------------------- | ------ | ----------------------------------------------------------------- |
| Ministerpräsident                                         | Necmettin Erbakan               | RP     |                                                                   |
| Stellvertretende Ministerpräsidentin Außenminister        | Tansu Çiller                    | DYP    |                                                                   |
| Staatsminister                                            |                                 |        |                                                                   |
| Fehim Adak                                                | RP                              |        |                                                                   |
| Nevzat Ercan                                              | DYP                             |        |                                                                   |
| Abdullah Gül                                              | RP                              |        |                                                                   |
| Işılay Saygın                                             | DYP                             |        |                                                                   |
| Sabri Tekir                                               | RP                              |        |                                                                   |
| Nafiz Kurt                                                | DYP                             |        |                                                                   |
| Mehmet Altınsoy                                           | RP                              |        |                                                                   |
| Namık Kemal Zeybek                                        | DYP                             |        |                                                                   |
| Lütfi Esengün                                             | RP                              |        |                                                                   |
| Selim Ensarioğlu                                          | DYP                             |        |                                                                   |
| Cemil Tunç                                                | RP                              |        |                                                                   |
| Bekir Aksoy                                               | DYP                             |        |                                                                   |
| Gürcan Dağdaş                                             | RP                              |        |                                                                   |
| Ufuk Söylemez                                             | DYP                             |        |                                                                   |
| Teoman Rıza Güneri                                        | RP                              |        |                                                                   |
| Ayfer Yılmaz                                              | DYP                             |        |                                                                   |
| Sacit Günbey                                              | RP                              |        |                                                                   |
| Bahattin Şaker                                            | DYP                             |        |                                                                   |
| Ahmet Demircan                                            | RP                              |        |                                                                   |
| Justizminister                                            | Şevket Kazan                    | RP     |                                                                   |
| Verteidigungsminister                                     | Turhan Tayan                    | DYP    |                                                                   |
| Innenminister                                             | Mehmet Ağar Meral Akşener       | DYP    | 28. Juni 1996 – 8. November 1996 8. November 1996 – 30. Juni 1997 |
| Finanzminister                                            | Abdüllatif Şener                | RP     |                                                                   |
| Bildungsminister                                          | Mehmet Sağlam                   | DYP    |                                                                   |
| Minister für öffentliche Arbeiten und Siedlungswesen      | Cevat Ayhan                     | RP     |                                                                   |
| Minister für Gesundheit und Sozialhilfe                   | Yıldırım Aktuna İsmail Karakuyu | DYP    | 28. Juni 1996 – 26. April 1997 13. Mai 1997 – 30. Juni 1997       |
| Verkehrsminister                                          | Ömer Barutçu                    | DYP    |                                                                   |
| Minister für Arbeit und soziale Sicherheit                | Necati Çelik                    | RP     |                                                                   |
| Minister für Industrie und Handel                         | Yalım Erez Ali Rıza Gönül       | DYP    | 28. Juni 1996 – 26. April 1997 13. Mai 1997 – 30. Juni 1997       |
| Minister für Energie und natürliche Ressourcen            | Recai Kutan                     | RP     |                                                                   |
| Minister für Kultur                                       | İsmail Kahraman                 | RP     |                                                                   |
| Minister für Tourismus                                    | Bahattin Yücel                  | DYP    | 28. Juni 1996 – 13. Juni 1997                                     |
| Minister für Landwirtschaft und dörfliche Angelegenheiten | Musa Demirci                    | RP     |                                                                   |
| Minister für Forsten                                      | Halit Dağlı                     | DYP    |                                                                   |
| Umweltminister                                            | Ziyaettin Tokar                 | RP     |                                                                   |